# Abbatiale Saint-Jean-Baptiste de Saint-Jean-Saverne
L'abbatiale Saint-Jean-Baptiste est église paroissiale, anciennement abbatiale, situé à Saint-Jean-Saverne, dans le département français du Bas-Rhin. Construite en style roman tardif dans le troisième quart du XIIe siècle pour les moniales de l’abbaye de Saint-Jean-Saverne, elle présente alors un aspect similaire à celui contemporain, à ceci près qu’il n’y a pas de tour, la nef ouvrant directement sur l’extérieur par une façade à l’italienne. De fait, l’église semble avoir été construite d’un seul jet et n’avoir connu aucune modification majeure jusqu’à la fin des années 1720, lorsque la nef est rehaussée et la façade masquée par l’édification d’un clocher-porche. À la suite de la Révolution française et de la disparition conséquente du couvent, l’église est rachetée par un collectif de citoyens afin de devenir la nouvelle église paroissiale du village. Classée Monument historique en 1840, l’église fait par la suite l’objet d’importants travaux de restauration au cours du XIXe siècle. Les plus importants de ceux-ci consistent en l’érection de contreforts en 1874, l’affaissement du terrain menaçant de faire effondrer les murs.
Outre son intérêt architectural, l’église contient également plusieurs éléments mobiliers remarquables, notamment un ensemble de tapisseries du XVIe siècle, ainsi que les ferrures romanes d’origine de la porte principale.

## Histoire
En 1126, le comte Pierre de Lutzelbourg fait don à l’abbaye Saint-Georges du village de Megenhelmeswire et de ses terres. Une communauté de moniale s’y établit alors à une date indéterminée dans la première moitié du XIIe siècle,. La date de construction de l’église et sa chronologie exacte ne sont pas établis avec certitude et font l’objet de vifs débats entre historiens. Les différentes théories ayant encore cours la situent néanmoins aux alentours du milieu du XIIe siècle, avec une date de début au plus tôt dans les années 1130 et une date de fin au plus tard en 1180. Il y a également un consensus relatif pour attribuer la nef et l’abside à deux phases différentes du chantier, mais pas sur laquelle aurait précédée l’autre,.
Ravagée une première fois pendant la guerre des Paysans de 1525, l’abbaye est encore pillée à plusieurs reprises les décennies suivantes, puis plus ou moins abandonnée à partir de 1580.
Au début du XVIIIe siècle, l’abbaye et la localité sont en grande partie ruinées, mais le rétablissement de la paix dans la région permet le retour des moniales. Celles-ci font reconstruire et restaurer les bâtiments conventuels entre 1729 et 1732 par le tailleur de pierre Michel Meng. L’église se voit notamment doter en cette occasion d’un clocher-porche, tandis que les murs de la nef centrale sont rehaussés.
À la Révolution, les religieuses se réfugient à Saverne et la municipalité fait main basse sur les bâtiments conventuels. Ceux-ci sont vendus en 1796 au titre des biens nationaux, la commune conservant toutefois l’église, qui remplace l’ancienne église paroissiale.
L'édifice est classé au titre des monuments historiques en 1840 et fait dans la foulée l’objet d’une importante campagne de restauration conduisant à la reconstruction complète des travaux orientales,. L’affaissement du terrain du côté sud au cours du XIXe siècle entraîne des problèmes structurels qui nécessitent de consolider l’édifice en 1874. C’est à ce moment que Charles Winkler fait construire les contreforts du mur sud de la nef et poser des tirants métalliques dans l’église.

## État des sources et de la recherche
La chronologie de la construction fait l’objet de nombreux débats depuis le XIXe siècle. Les plus anciennes théories interprètent la consécration par l’évêque Étienne de Bar d’une église dédiée à saint Jean-Baptiste le 5 février 1127 comme la date de construction de l’église. L’historiographie postérieure a néanmoins démontré que cette mention concerne l’église du village déjà existante en 1126, qui est restaurée et deviendra ultérieurement l’oratoire du couvent, et non l’église abbatiale elle-même,.
Si Rudolf Kautzsch (de) donne une chronologie différente, il conserve l’idée de la filiation entre les deux églises. Pour lui l’église du village a été reconstruite en plusieurs phases, avec un achèvement en 1145 : d’abord la nef commence à être remplacée, avec conservation des bas-côtés de l’église originelle, puis au début de la construction de la voûte d’arête de la nef, les plans auraient été changés pour en faire une voûte d’ogives ; enfin dans la phase finale l’abside est reconstruite. 
Étienne Fels indique lui une fin de construction en 1150 et Michael Meyer en 1180. De son côté, Otto Feld (de) considère qu’il est impossible qu’il y ait eu des voûtes d’ogives en Alsace dans la première moitié du XIIe siècle, ce qui élimine la théorie de Kautzsch. Il prend ainsi son contrepied avec un chantier en un seul jet entre 1160 et 1170.
Plus récemment, Robert Will revient à la théorie d’un chantier en plusieurs phases, avec une construction de la nef située entre 1130 et 1150 et suivie d’une construction de l’abside entre 1150 et 1170.

## Architecture

### Disposition générale
L’église est située dans le Bas-Rhin, dans la commune de Saint-Jean-Saverne. Elle est implantée sur une terrasse au pied du mont Saint-Michel, à l’extrémité orientale du cœur du village qu’elle domine.

### Chœur et nef

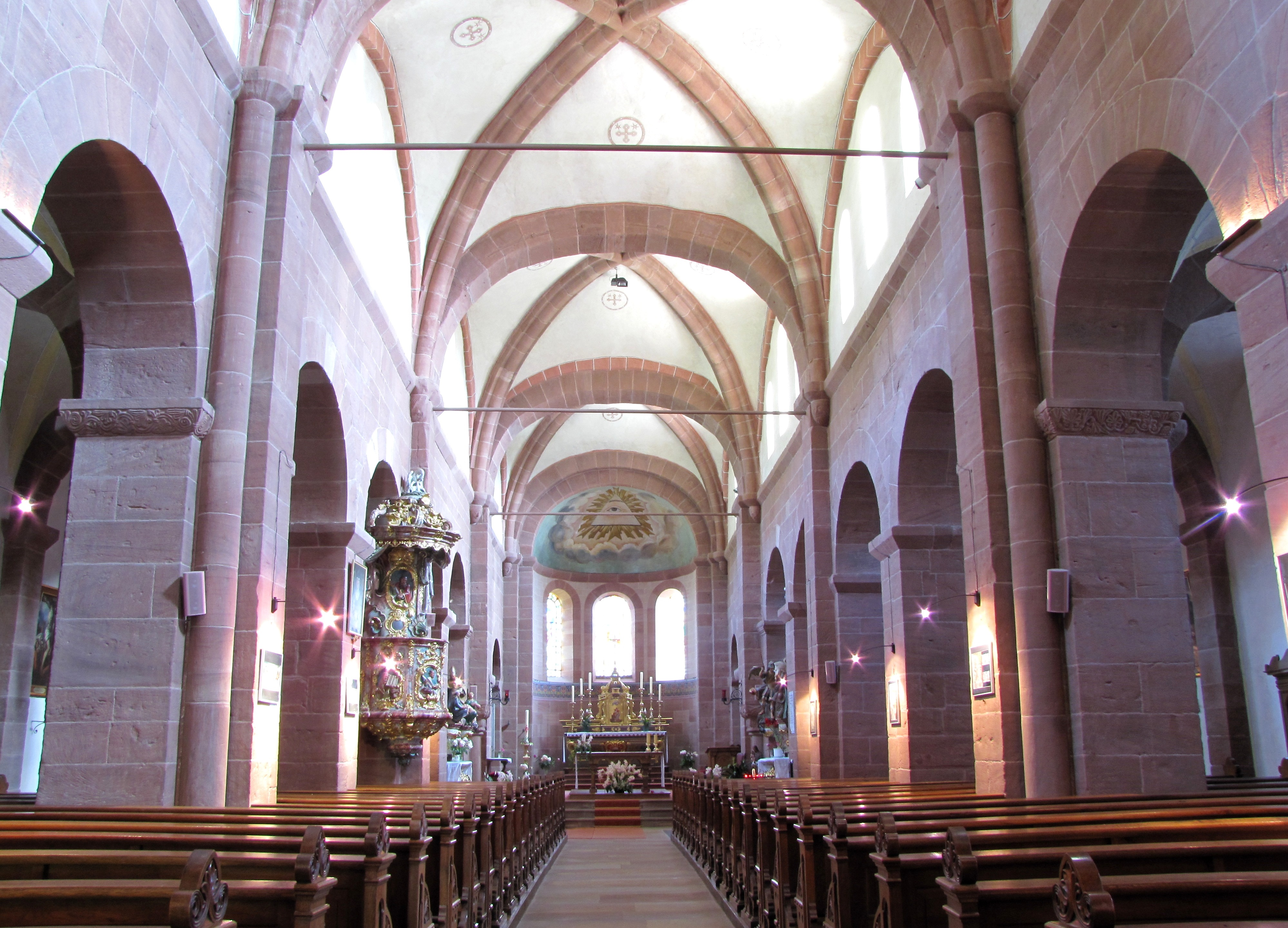
Vue d’ensemble du vaisseau central en direction de l’abside.

L’église adopte un plan basilical sans transept, la nef et le chœur partageant la même disposition en plan, avec un vaisseau central, constitué de travées doubles, et des bas-côtés. Les quatre travées de la nef sont ainsi naturellement prolongées par de la travée du chœur, seules trois marches séparant les deux espaces, avant de s’achever par une abside au centre et des absidioles sur les bas-côtés. L’ensemble de l’église est voûté, de croisées d’ogives torique pour le vaisseau central, d’arêtes pour les bas-côtés et en cul-de-four pour les absides. Les variations dans le traitement de l’élévation permettent de distinguer trois espaces, dont les fonctions liturgiques étaient différentes,.

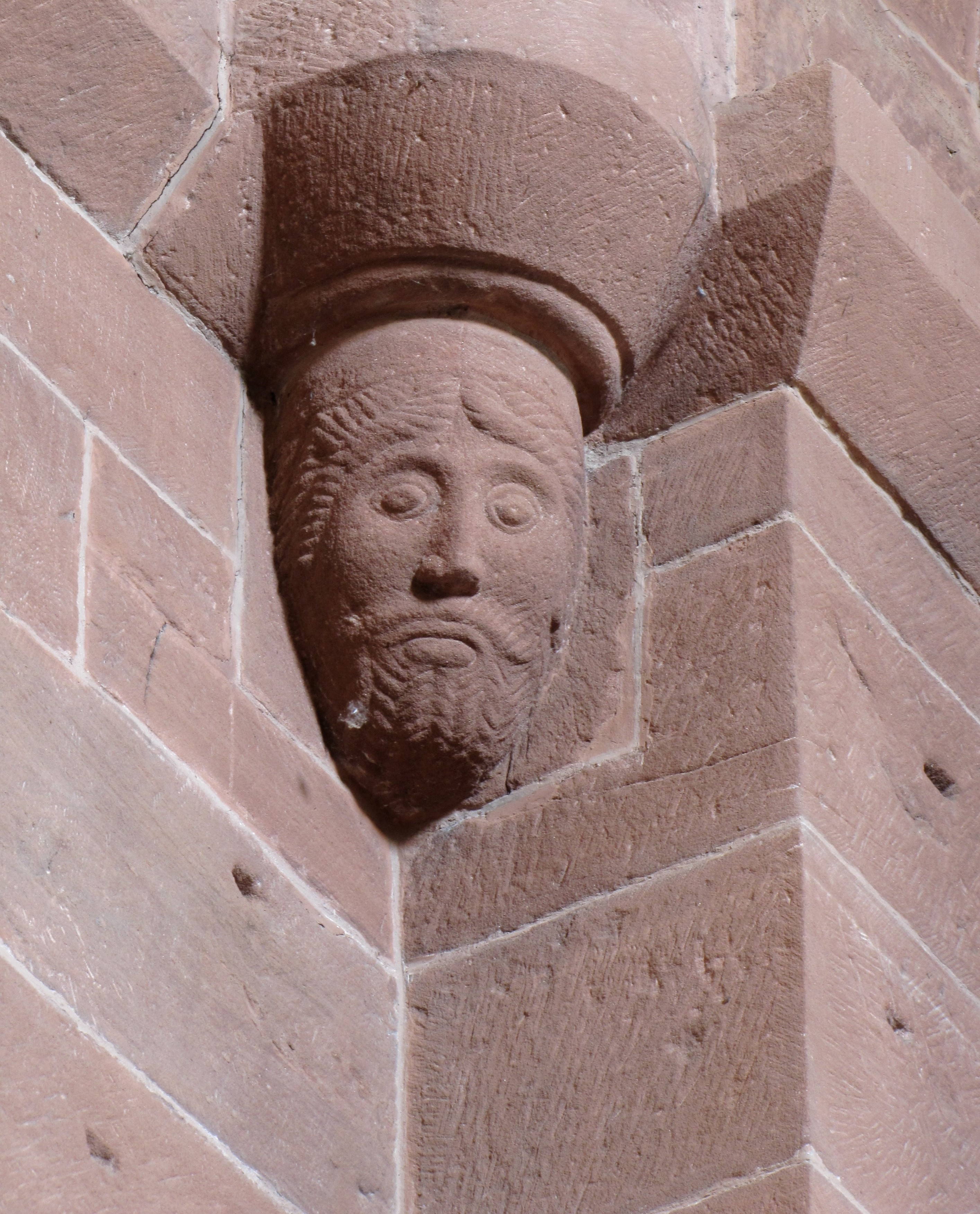
Culot à visage humain.

Le chœur liturgique occupe l’espace oriental et est l’endroit où officie le prieur pendant la messe. Cette partie est richement ornée : culots supportant les voûtes sculptés de visages et motifs de palmettes décorant les impostes des piliers faibles, tandis que les piles fortes sont soulignées par des colonnes jumelles engagées, coiffées d’un chapiteau dont la corbeille est ornée d’arbres de vie et le tailloir de motifs d’entrelacs. L’extérieur n’est pas en reste : l’abside se distingue par son grand appareil très soigné, une frise de damier et d’arcatures retombant sur des corbeaux sculptés de têtes animales et de palmettes et des colonnettes engagées décorative. L’appareil des absidioles, qui sont également ornées d’une frise à arcatures et lésènes, est moins soigné, mais reste d’une qualité supérieure à celui de la nef.
La nef est divisée en deux parties distinctes. Les deux premières travées de la nef étaient occupées par le chœur des moniales. Les éléments sculptés y sont moins nombreux que dans le chœur liturgique, bien que certains motifs s’y retrouvent. Là aussi les culots des voûtes sont décorés de visages humains, tandis que les impostes des piles faibles comportent des frises de palmettes et de grappes de raisin. Cette plus grande sobriété se retrouve à l’extérieur, avec des murs latéraux construits en simples moellons, aujourd’hui visibles, mais qui étaient crépis jusqu’en 1977.

### Clocher-porche
Le clocher-porche bâti par Michel Meng en 1733 est accolé à la façade de la nef qu’il masque en grande partie. De plan carré, il compte deux niveaux au-dessus d’un rez-de-chaussée de plain-pied, surmontés d’une large corniche et d’un toit à l’impériale coiffé d’un lanternon à bulbe. Du côté nord est accolé une tourelle rectangulaire contenant un escalier à vis desservant les étages de la tour.
Les niveaux sont légèrement en retrait les uns sur les autres et séparés par des bandeaux saillants. La finition des surfaces est inhabituelle, dans le sens où la façade sud du rez-de-chaussée est enduite et l’appareil visible sur les autres côtés, tandis que les niveaux supérieurs sont enduits au nord et au sud, mais avec l’appareil toujours visible sur la façade occidentale. Il est à noter également la différence entre les chaînes d’angle, droite et massives au rez-de-chaussée, tandis que les deux niveaux supérieurs présentent des chaînes harpées dont les blocs disposent d’une finition très soignée avec un aspect de taille décoratif composé d’une table piquetée entourée d’un liseré.
Le rez-de-chaussée ouvre sur l’extérieur à l’ouest par un portail baroque dont l’arc plein-cintre est surmonté d’une frise portant l’inscription en latin « En l’an 1733 de l’incarnation du Seigneur, 606 ans à partir de la première fondation de ce couvent ». Au-dessus se trouve un fronton dont les rampants sont interrompus par une niche en plein-cintre contenant une statue de style rococo représentant la Vierge piétinant un monstre. Ce qui apparaît à première vue de l’extérieur comme un seul niveau au-dessus du rez-de-chaussée est en réalité intérieurement deux étages, le premier correspondant aux grandes baies en plein-cintre ouvrant chaque côté et le second aux petites fenêtres qui les surmontent. Enfin le dernier niveau abrite la chambre des cloches et ouvre de chaque côté sur l’extérieur par des baies géminées, celle située sur la face occidentale étant surmontée d’une tête sculptée de style roman, provenant probablement de l’ancienne façade la nef.

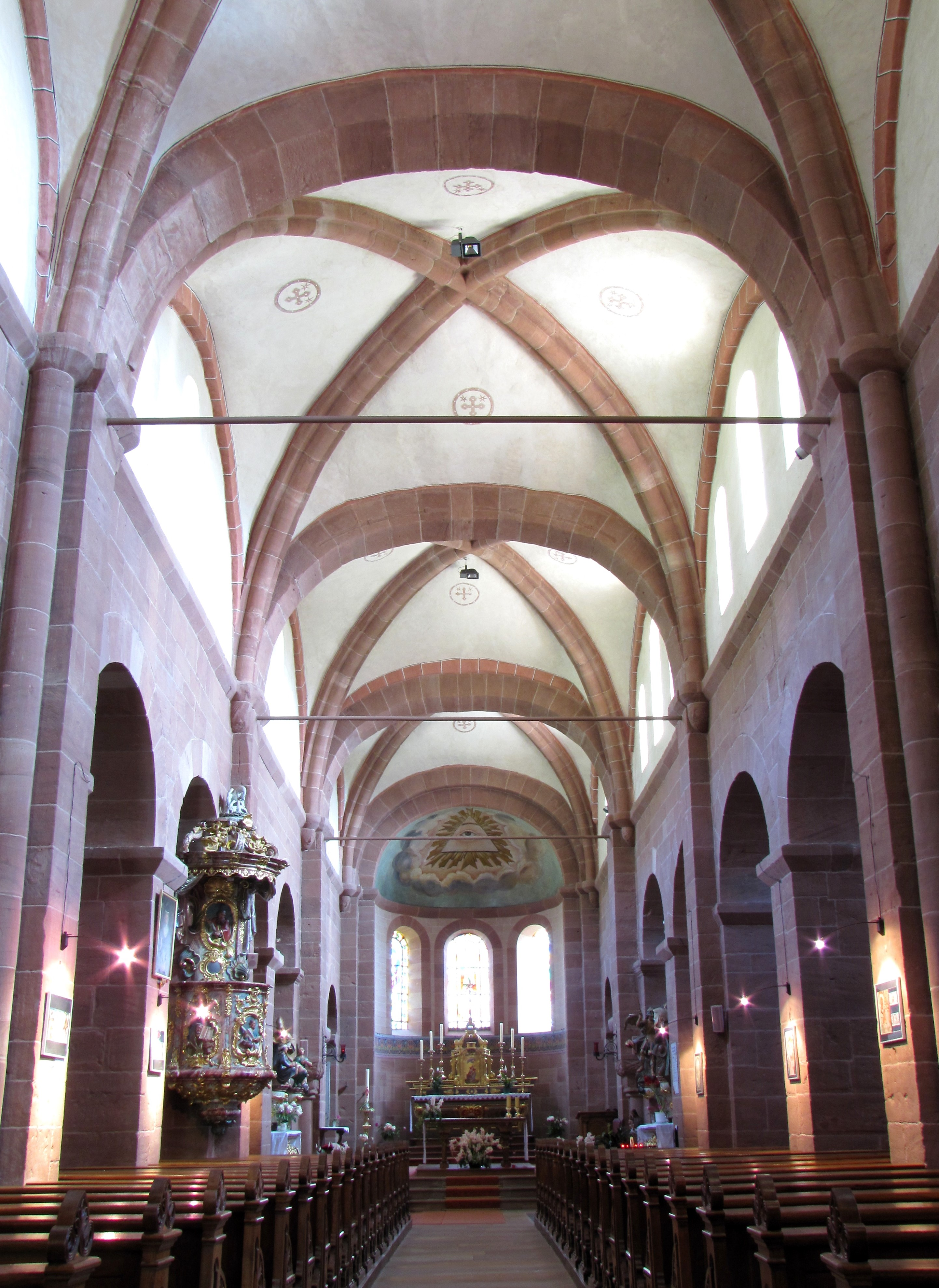
Vue intérieure de la nef romane
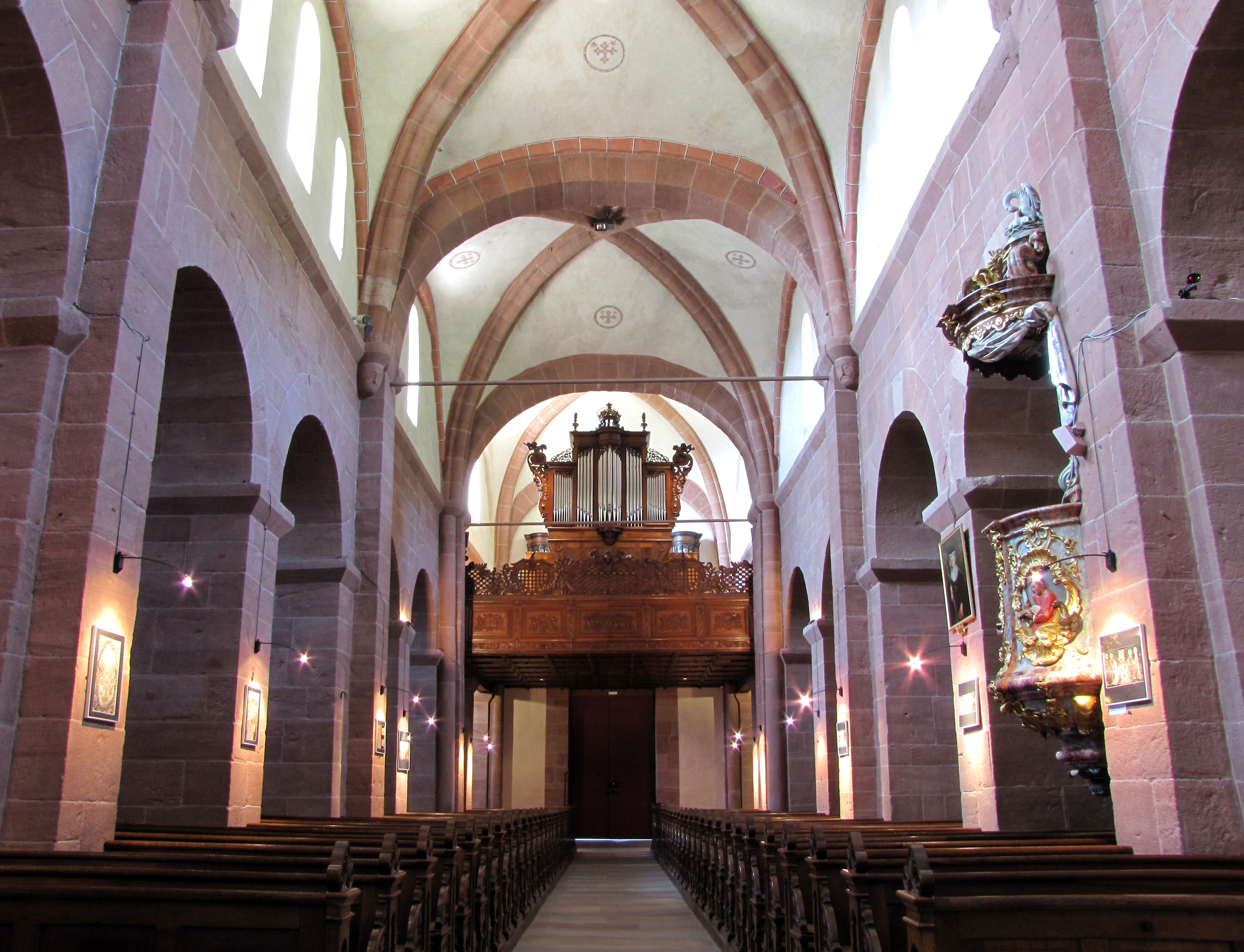
Vue intérieure de la nef vers la tribune d'orgue
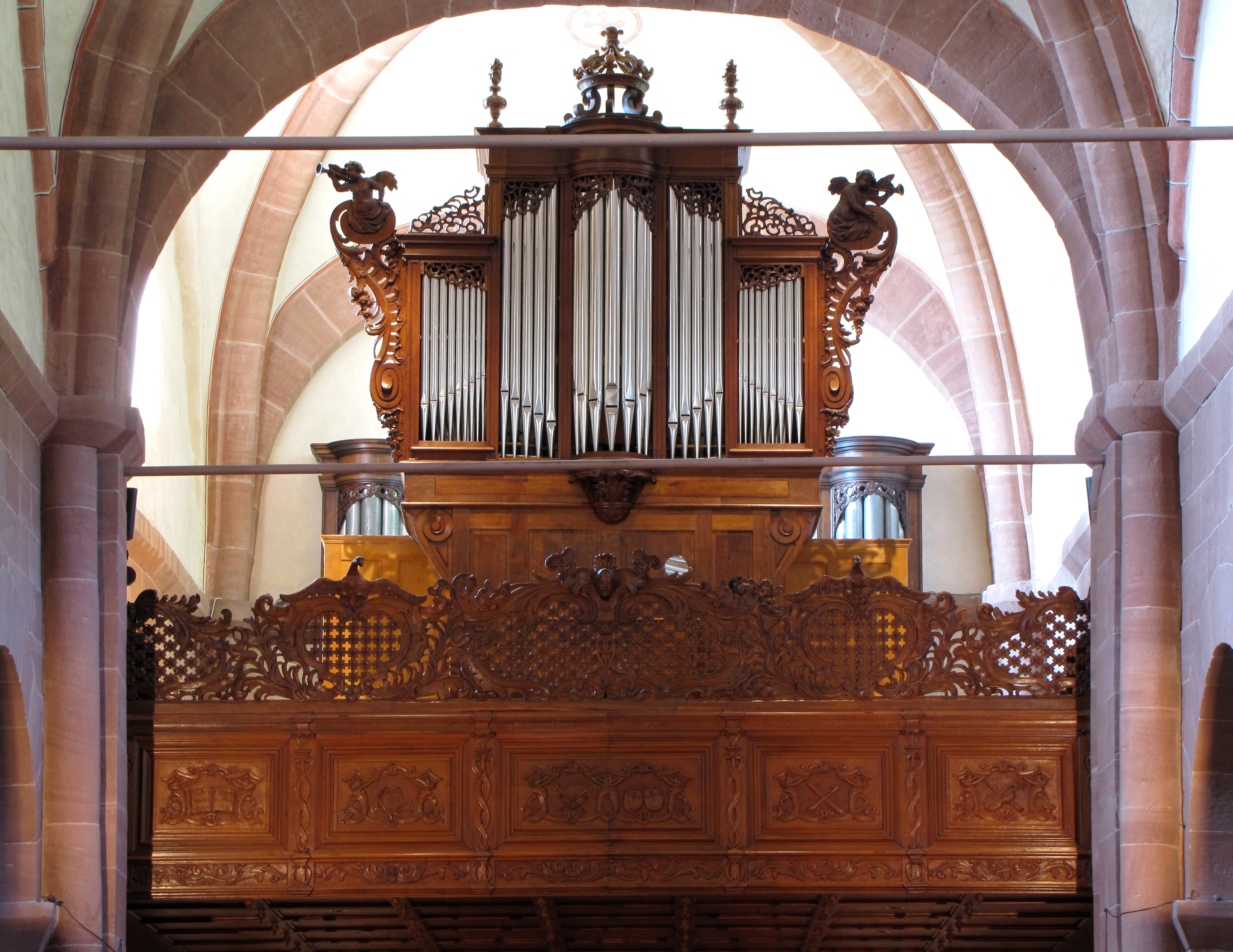
Orgue Jean-André Silbermann (1747)
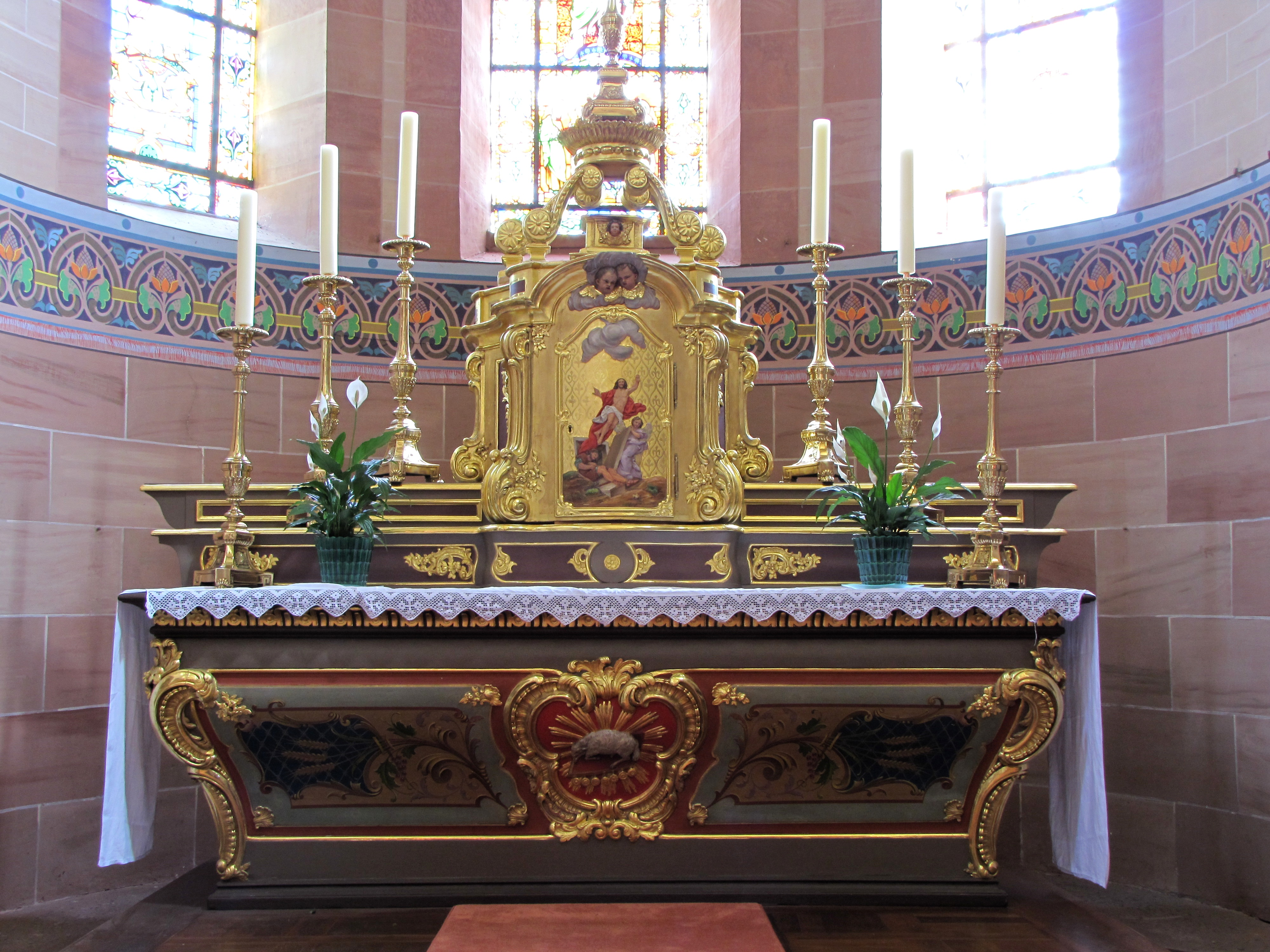
Maître-autel (1763)
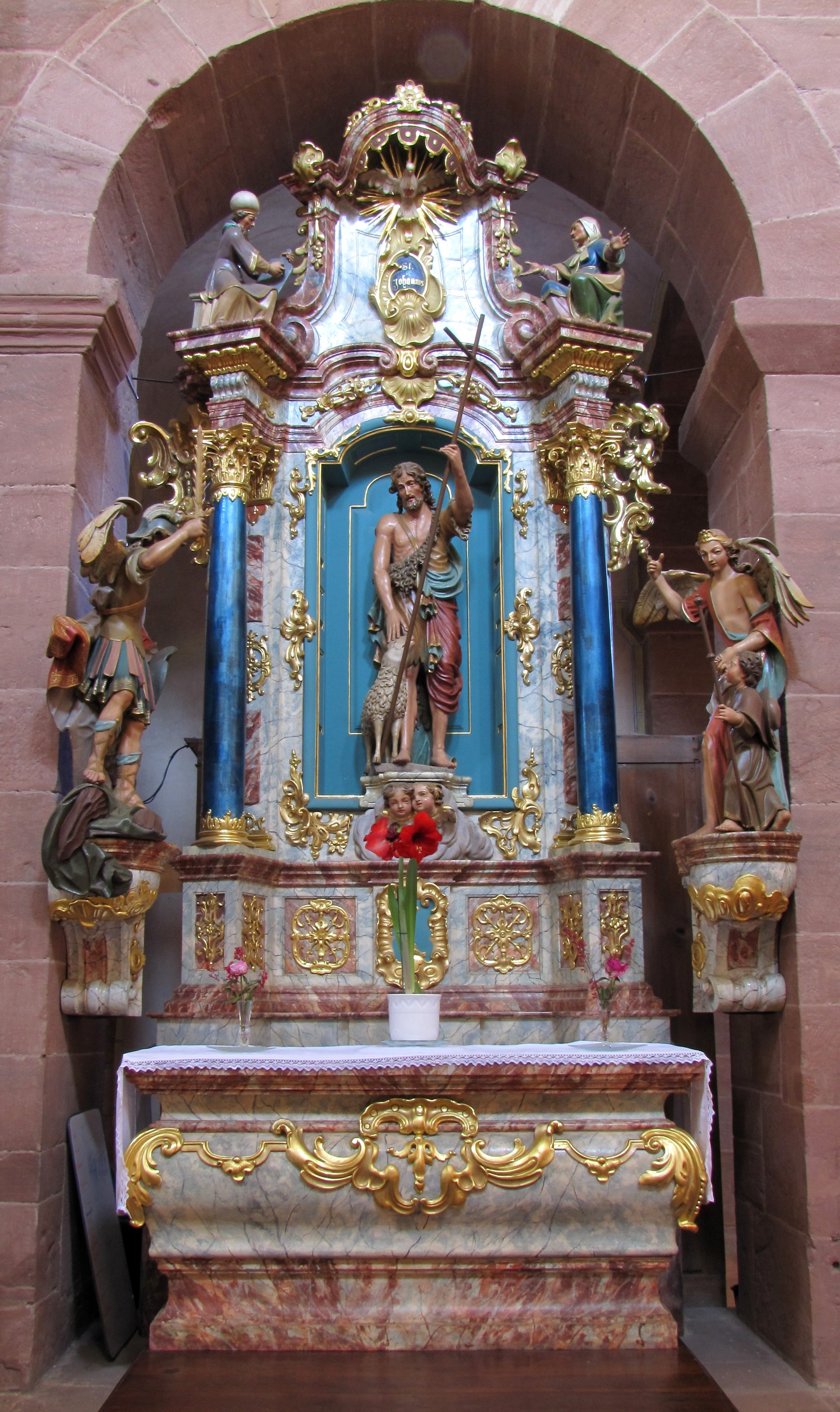
Autel secondaire "Saint-Jean-Baptiste" (XVIIIe siècle), Statue (XVIIe siècle)
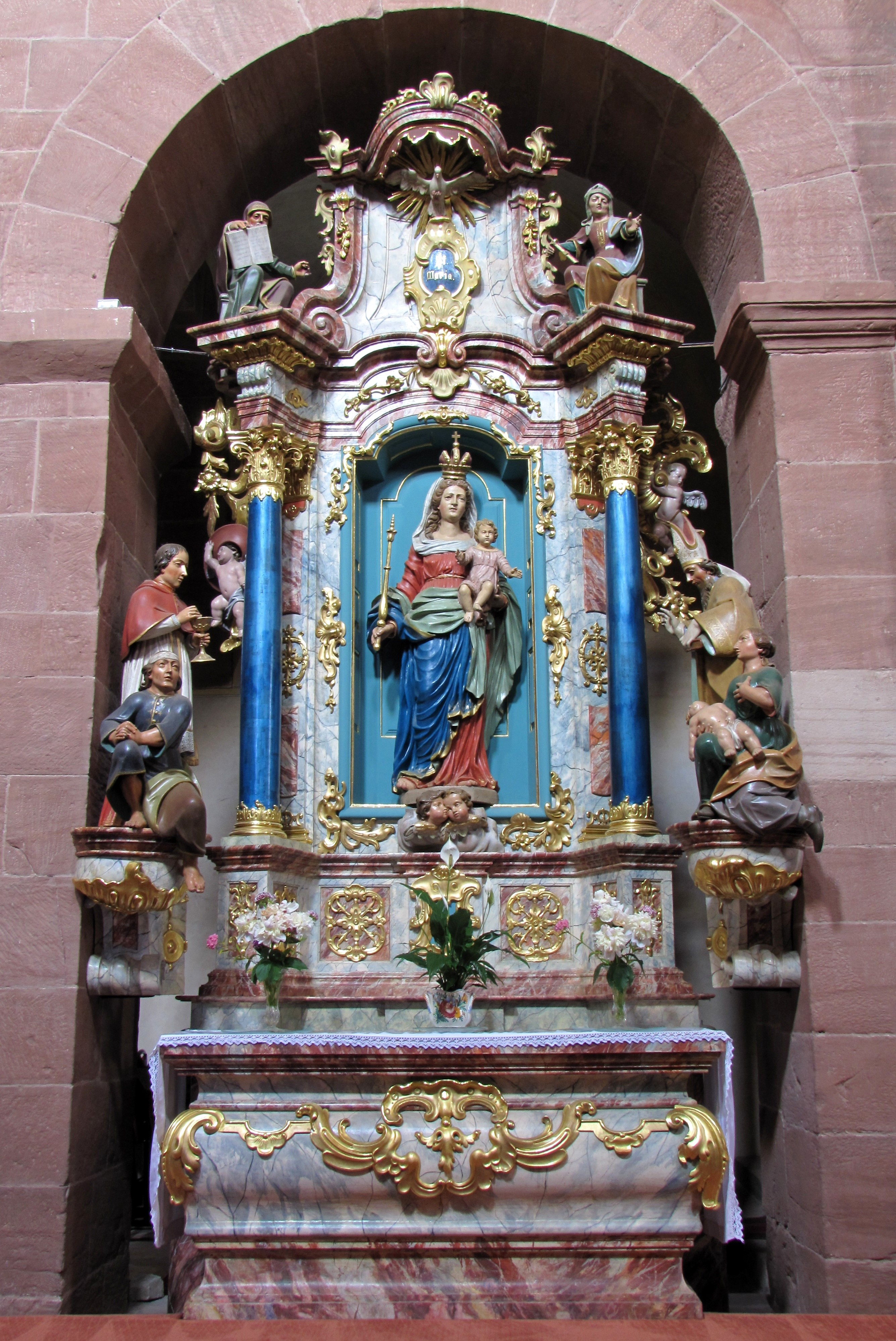
Autel secondaire "Vierge Marie" (1770)
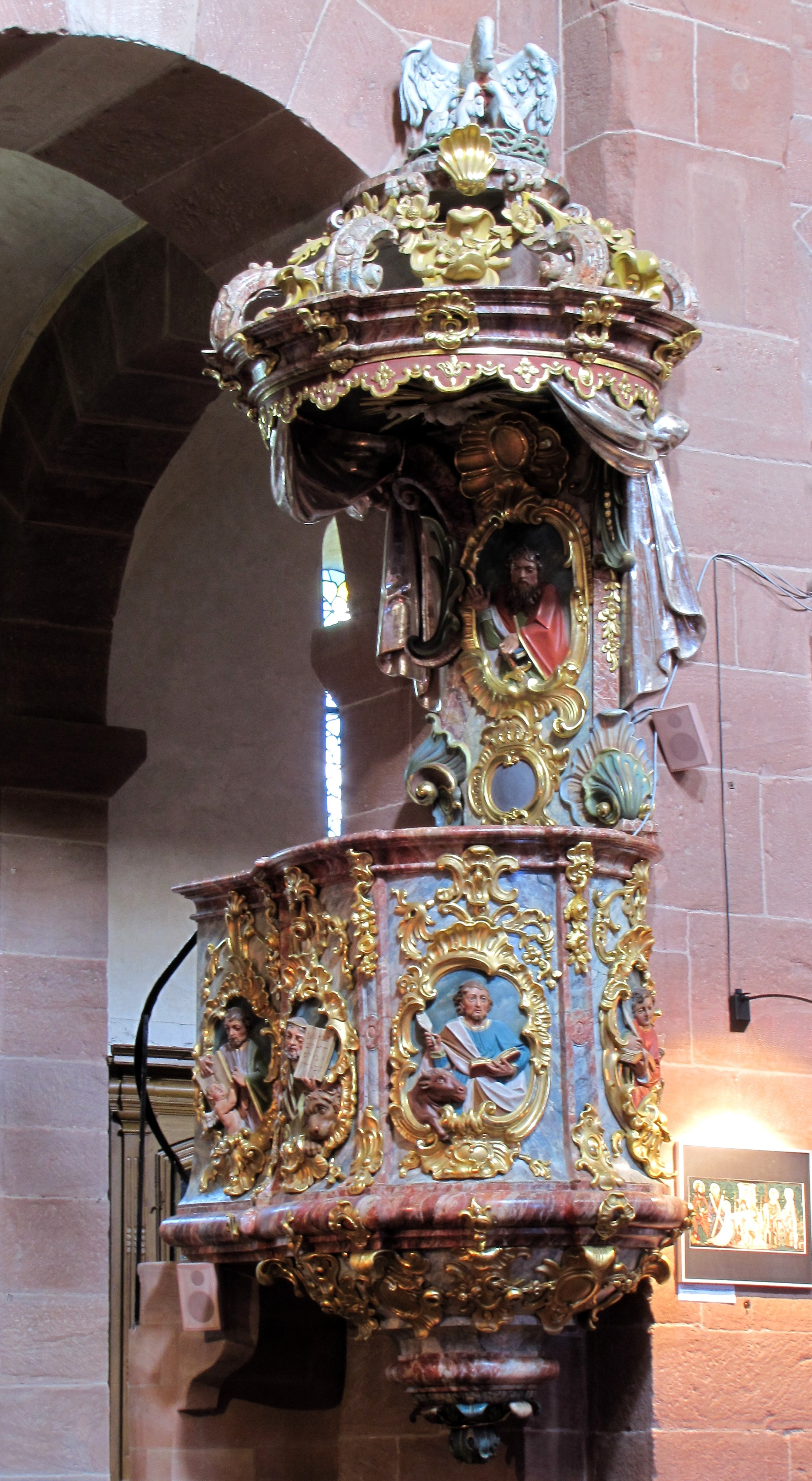
Chaire à prêcher (XVIIIe siècle)
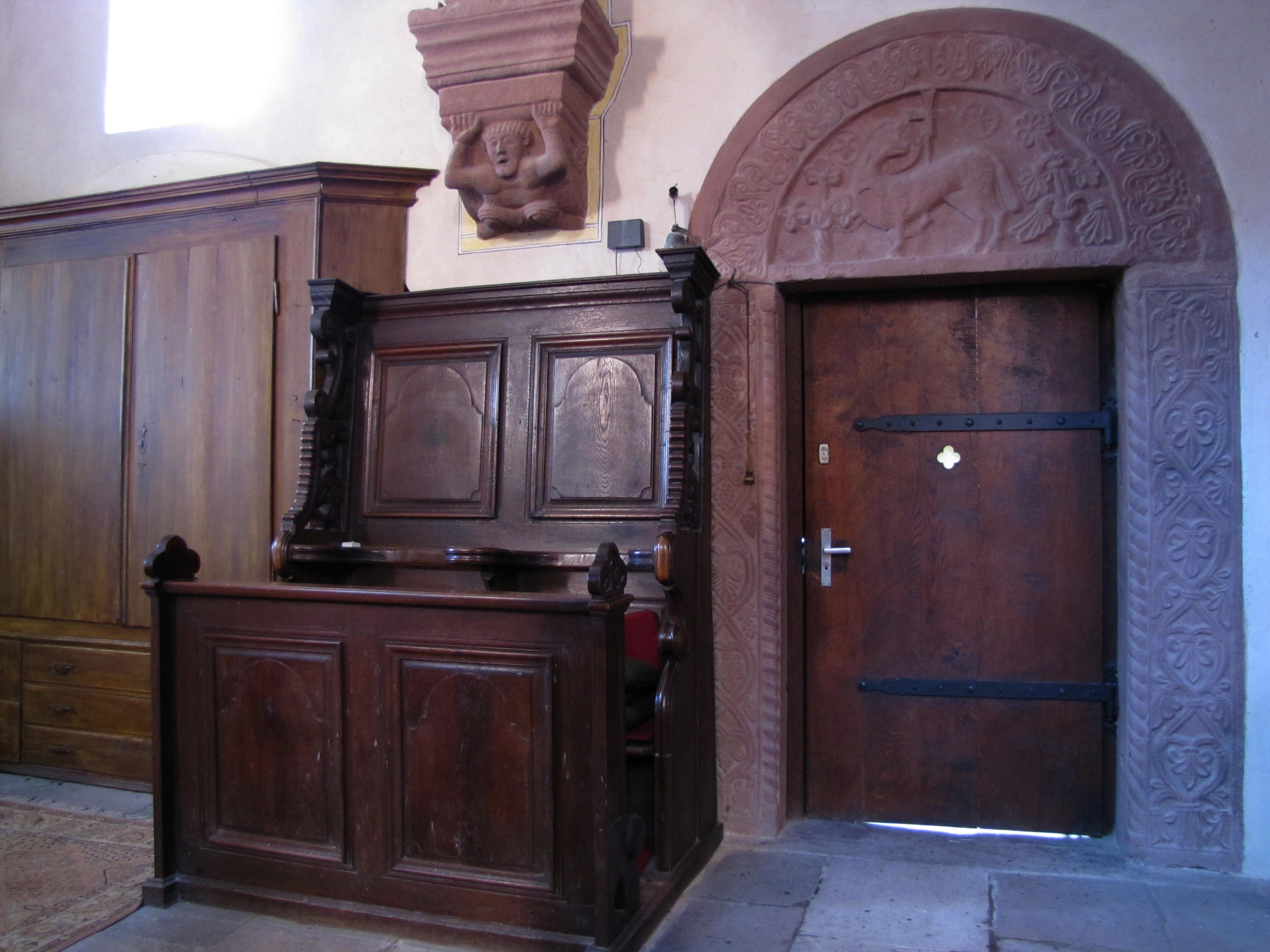
Stalles (XVIIIe siècle) ; corbeau roman ; porte encastrée (XVIIe siècle)

## Mobilier

### Tapisseries

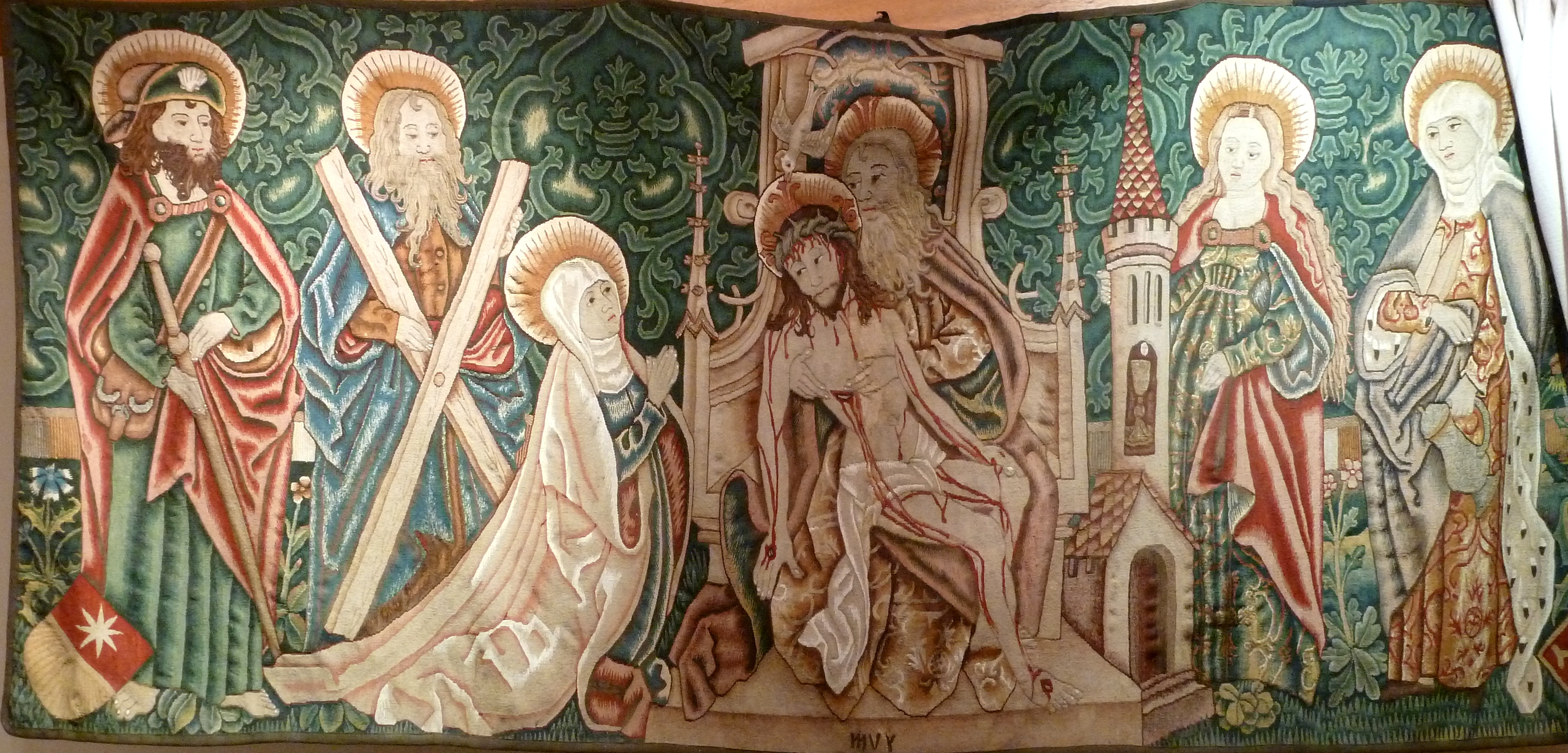
Tapisserie du Trône de Grâce

L’église abrite une collection de tapisseries réalisées dans la première moitié du XVIe siècle, peut-être au sein de l’abbaye par les moniales elles-mêmes, sous la direction de l’abbesse Amélie d’Oberkirch. Classée Monument historique en 1969, la collection a longtemps souffert du manque d’intérêt et de la négligence, avec la vente de certaines tapisseries en 1931, tandis que d’autres ont disparu lors d’un vol en 1980,.
Abordant des sujets aussi bien profanes que religieux, la collection se caractérise par une grande variété de styles, bien que les tapisseries aient toutes été réalisées sur une période de quelques décennies. Cette variété s’explique probablement par l’utilisation de modèles provenant de plusieurs artistes. Si, du fait de l’utilisation de modèles de qualité, les compositions sont parfois assez recherchées, l’exécution en est toutefois souvent maladroite, avec dans certains cas des erreurs flagrantes. Cette caractéristique tend à montrer que les auteurs des tapisseries n’étaient pas des lissiers professionnels, mais plutôt amateurs.